# Aurélie Lévêque
Aurélie Lévêque is een Frans shorttrackster. Als kind speelde ze rugby, maar op tienjarige leeftijd introduceerde een vriendinnetje haar bij het schaatsen. 
Op de Europese kampioenschappen shorttrack 2021 behaalde ze een gouden medaille met het Franse team op de aflossing. 
Op het Wereldkampioenschappen shorttrack 2021 won ze met het Franse team een zilveren medaille op de 3000 meter aflossing.

## Records

### Persoonlijke records
| Afstand    | Tijd     | Datum            | Baan        |
| ---------- | -------- | ---------------- | ----------- |
| 222 meter  | 28.472   | 25 november 2012 | Albertville |
| 333 meter  | 37.476   | 29 maart 2014    | Belfort     |
| 500 meter  | 45.086   | 31 januari 2020  | Bormio      |
| 777 meter  | 1:17.365 | 12 maart 2016    | Munchen     |
| 1000 meter | 1:33.918 | 2 februari 2020  | Bormio      |
| 1500 meter | 2:26.969 | 31 januari 2020  | Bormio      |

## Privé
Lévêque studeert sociologie. 